# Олівія Вайлд
Олі́вія Джейн Вайлд (англ. Olivia Jane Wilde, при народженні Олівія Кокберн, англ. Cockburn; нар. 10 березня 1984, Нью-Йорк) — американська акторка, режисерка, продюсерка, модель, підприємиця, зоозахисниця та феміністка. Найвідоміші ролі: «Тринадцята» у серіалі «Доктор Хаус» (2007—2012), у фільмах «Трон: Спадок» (2010), «Ковбої проти прибульців» (2011), «Неймовірний Берт Вандерстоун» (2013) та «Ефект Лазаря» (2015). 2017 року дебютувала на сцені бродвейського театру роллю Джулії у п'єсі «1984». 2019 року зрежисувала підліткову комедію «Освіта», за яку стала лауреаткою Кінопремії «Незалежний дух» в номінації «Найкращий дебютний фільм». У 2022 зрежисувала психологічний горор «Не хвилюйся, серденько».

## Життєпис
Народилася 10 березня 1984 року у Нью-Йорку в сім'ї Леслі Кокберн, продюсерки телепередачі «60 хвилин», і журналіста Ендрю Кокберна. Онука знаменитого ірландського новеліста і журналіста Клода Кокберна і племінниця авторки популярних детективів Сари Кодвелл.
Дитинство провела у Джорджтауні, Вашингтон, проводячи деякі літні канікули в Ардморі, Ірландія. Навчалася у Денній школі Джорджтауна у Вашингтоні. 2002 року закінчила Академію Філліпса. 
Змінила прізвище на Вайлд на честь ірландського письменника Оскара Вайлда, почавши використовувати його у старшій школі, щоб у такий спосіб ушанувати письменників своєї родини, багато з яких використовували псевдоніми. Прийнята до Бард-коледж, але тричі відкладала зачислення, опановуючи акторську справу. Після того, як її сім'я переїхала в Дублін, Олівія вступила до школи акторської майстерності Ґеєті.
У 2003 році одружилася з італо-американським кіновиробником Тао Рісполі. В лютому 2011 року вони розійшлися. 
У листопаді 2011 Олівія почала зустрічатися з актором Джейсоном Судейкісом, вони одружилсь у січні 2013. В 2014 у них народився син, 18 квітня 2016 року Вайлд оголосила, що вагітна вдруге, у тому ж році народила доньку. У 2020 році пара розійшлася. У січні 2021 року почала зустрічатися зі співаком Гаррі Стайлсом. Стосунки закінчились у листопаді 2022 року.
Має подвійне громадянство: Ірландії та США.
Олівія — веганка. Її Пако в 2006 році став талісманом мережі магазинів одягу «Old Navy».

## Кінокар'єра
Мріяла стати акторкою з двох років. Кар'єру в кіно почала помічницею спеціаліста з підбору акторів. Зіграла роль Джуел у серіалі «Шкіра» (2003—2004), а увагу привернула роллю бісексуальної власниці бару Алекс Келлі у серіалі «Чужа сім'я» (2004—2005), яких грали Адам Броуді та Міша Бартон.
На початку 2000-х років з'явилася в кількох фільмах, таких як «Сусідка», «Балачки із іншими жінками», «Геніальні ідеї Бікфорда Шмеклера», «Альфа Дог» і «Туристи». Найбільшу популярність їй принесла роль Алекс Келлі в телесеріалі «Самотні серця». 
У 2007 році виконала одну з головних ролей у телесеріалі каналу NBC «Брати Доннеллі», а потім потрапила в основний акторський склад телесеріалу «Доктор Хаус», зігравши роль Ремі «Тринадцятої» Гедлі, бісексуальної інтернки з хворобою Гантінгтона. Вперше з'явилася в епізоді «Те, що треба». У 2007 році Вайлд також з'явилася у театральній постановці «Beauty on the Vine», де зіграла трьох різних персонажок. Вайлд зіграла роль принцеси Інанни у комедії «Початок часів» (2009), а 2010 року виконала роль Кворри у фільмі «Трон: Спадок».

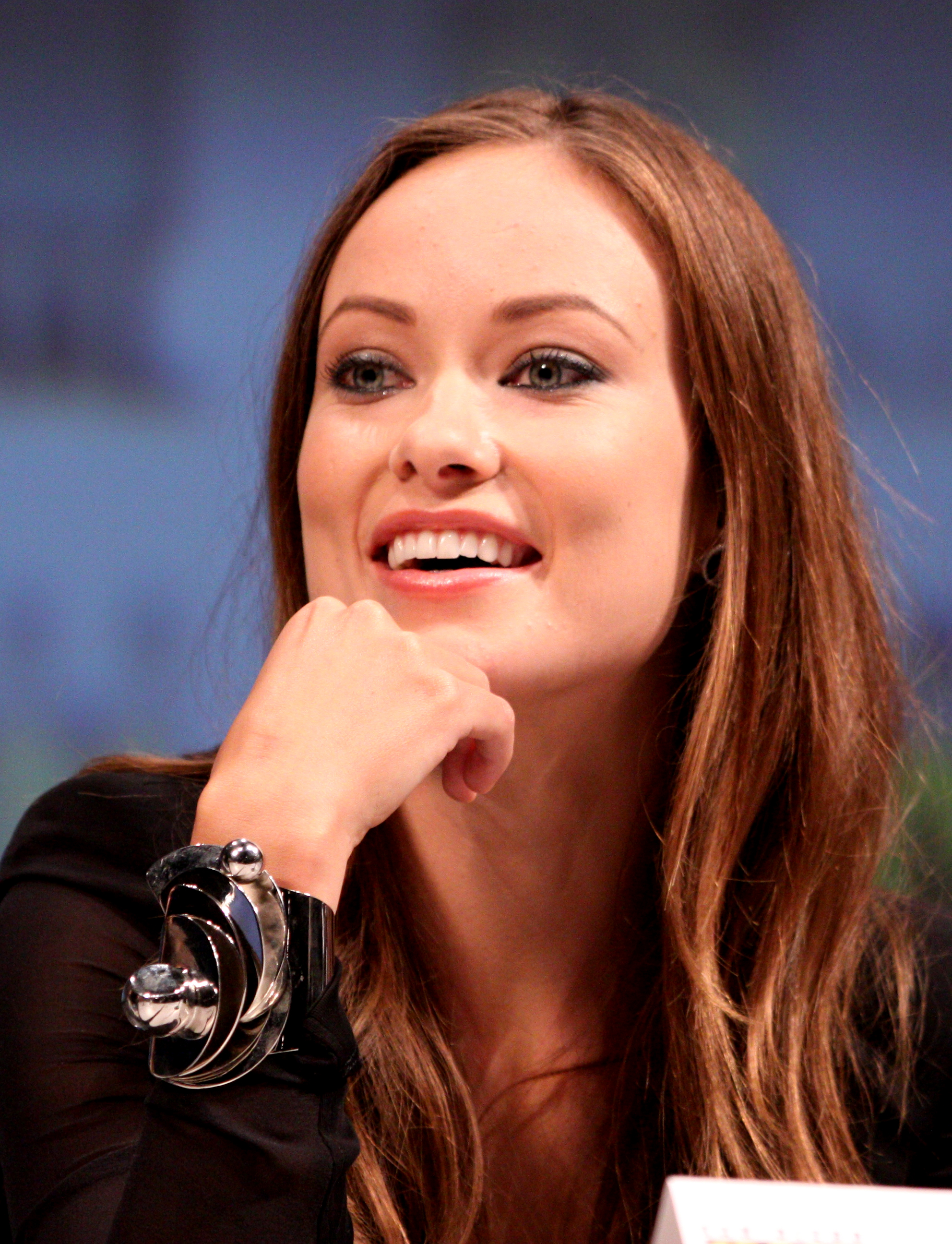
Comic Con у Сан Дієго, 2010

У 2010 році Олівія Вайлд стала виконавчою продюсеркою декількох документальних фільмів, зокрема для «Кінотеатр міста Сонця» (Sun City Picture House, 2010), який розповідає про одну з громад Гаїті, яка збирається разом, щоб побудувати кінотеатр після катастрофічного землетрусу на Гаїті.
У серпні 2011 року Вайлд повідомила, що йде з серіалу «Доктор Хаус», щоб сконцентрувати увагу на кар'єрі в кіно. 2011 року з'явилася у фільмі «Ковбої проти прибульців» як Елла Свенсон, яка разом з іншими допомагає врятувати Землю від злих прибульців. 2011 року також знялася у фільмах «Хочу як ти», «Час», «Зсередини» та «Як по маслу».
2011 року стала амбасадоркою косметичної компанії «Revlon», яка знімала реклами за її участі. Дебютувала як режисерка та сценаристка фільмом «Безплатні обійми» (Free Hugs, 2011) для серії короткометражок журналу «Glamour», який показували на різних фестивалях.
У травні 2012 року Вайлд знову виконала роль «Тринадцятої» у завершальному сезоні «Доктора Хауса», з'явившись в епізодах «Триматися» та «Усі помирають». Цього ж року також з'явилася у  фільмах «Люди як ми», «Третя персона», «Слова» та «Чорний дрізд». 2012 року також знялася у документальному серіалі «Половина неба» і спродюсувала короткометражний фільм «Бейсбол у часи холери», в якому розглядалася епідемія холери на Гаїті.
2013 року Вайлд написала статтю «Що можна і не можна, коли тобі виповниться 30», яка вийшла на сторінках журналу «Glamour». Знялася і стала виконавчою продюсеркою стрічки «Товариші по чарці» (2013). Цього ж року втілила Джейн, помічницю мага, у фільмі «Неймовірний Берт Вандерстоун». Також виконала роль Сюзі Міллер у біографічній драмі «Гонка» про автогонщиків Джеймса Ганта та Нікі Лауда. Крім того, зіграла у фільмі «Вона», який отримав високу оцінку критики. Вайлд стала виконавчою продюсеркою документального фільму «Ті що осідлали бурю, їдучи в грозу» про Тіма Бреннана, металурга з Брізі Пойнт, що втратив усе через ураган Сенді, а також короткометражного фільму «Похоронна команда 12» про команду, яка збирає тіла у пік епідемії гарячки Ебола в Західній Африці.
Вайлд виконала роль Елізабет Робертс у фільмі «Хімія і життя» та роль Беатріс Фербенкс у фільмі «Найдовший тиждень». 2015 року стала амбасадоркою бренду «H&M» у його кампанії «Conscious Exclusive». Цього ж року працювала у фільмах «Ефект Лазаря», «Лугова країна» та «Любіть Куперів».
2016 року Вайлд з оператором-постановником Рідом Морано зрежисувала відеокліп гурту Edward Sharpe and the Magnetic Zeros. Також разом з американським рок-гуртом Red Hot Chili Peppers зняла відеокліп на пісню «Dark Necessities». 2016 року вийшов телесеріал «Вініл», в якому Вайлд зіграла роль Девон Фінестри. цього ж року Вайлд завершила співпрацю з компанією «Revlon» та перестала бути амбасадоркою бренду.
2017 року Вайлд дебютувала на сцені бродвейського театру, виконавши роль Джулії у п'єсі «1984». Постановка виходила у період між 22 червня (з прев'ю 18 травня) і 8 жовтня 2017 року на сцені театру Гудзон у місті Нью-Йорк. У травні 2017 року Вайлд стала головною активісткою бренду True Botanicals, косметичної компанії з догляду за шкірою. Її короткометражний документальний фільм «Бійтесь нас, жінок» (Fear Us Women; 2017) розповідає історію Ганни Богман, яка три роки воювала доброволицею у Сирії проти ІДІЛ. Як учасниця Загону жіночої оборони, Богман показує зсередини, як жінки борються за визволення Сирії.

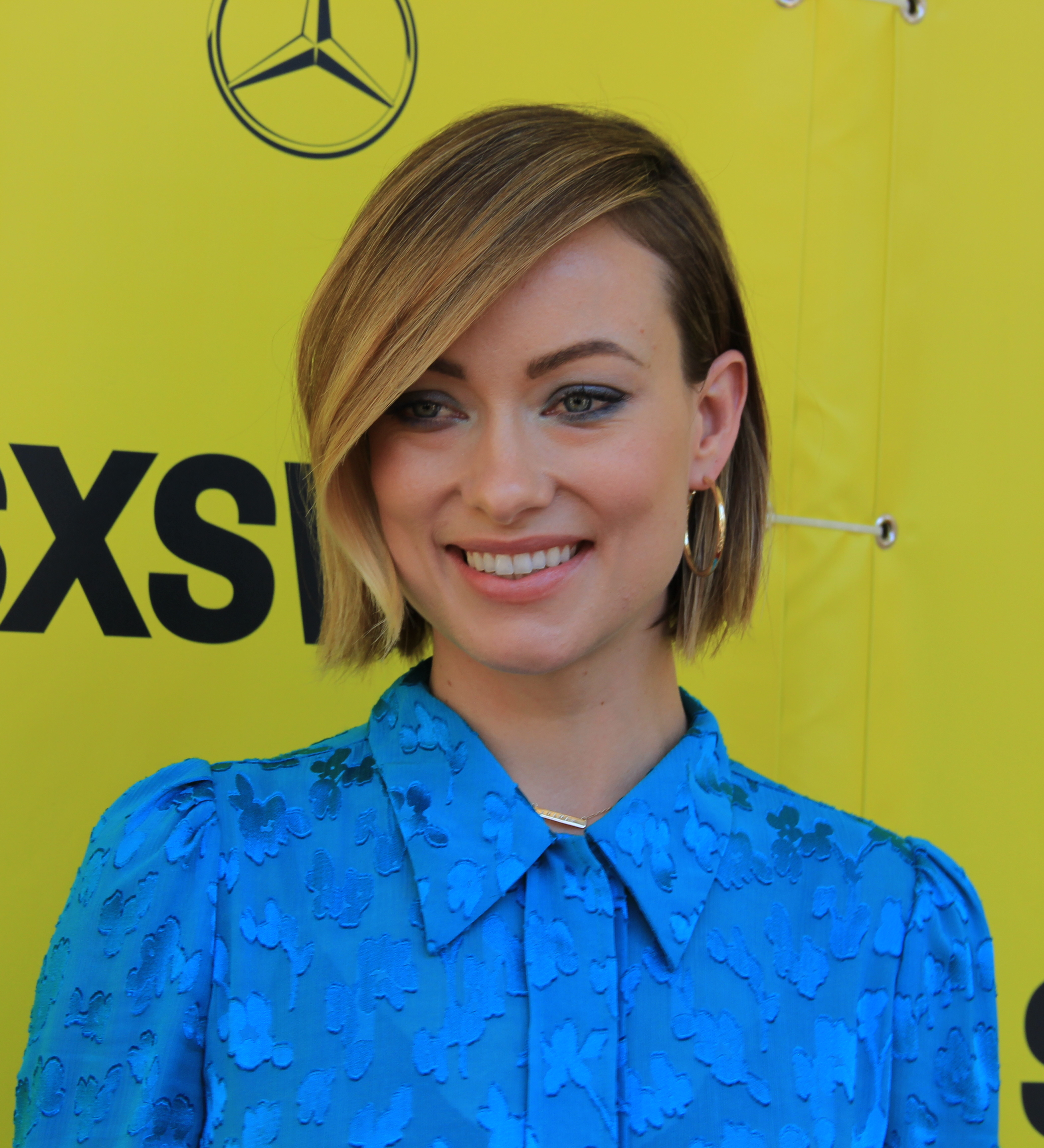
На червоній доріжці прем'єри фільму «Месник» на SXSW 2018

2018 року Вайлд з'явилася у фільмі «Віґілантка», прем'єра якого відбулася 10 березня 2018 року на заході «South by Southwest». Цього ж року знялася у фільмі «Життя, яке воно є», який вийшов 21 вересня 2018 року та отримав негативні відгуки критики, проваливши касові збори.

### З 2019: кінорежисура
2019 року дебютувала як кінорежисерка, працюючи над молодіжною комедією «Освіта», яка вийшла 24 травня 2019 року. 2019 року також знялася у фільмі «Річард Джуелл», втіливши журналістку Кеті Скраґґз, яка загинула 2001 року. 
У 2022 Вайлд зрежисувала фільм «Не хвилюйся, серденько», еротичний психологічний трилер про домогосподарок 1950-х.

## Активізм
2008 року разом із Джастіном Лонґом та Калом Пенном, з яким тоді знімалася у серіалі «Доктор Хаус», Вайлд взяла участь у кампанії на підтримку Барака Обами, кандидата на пост президента від партії демократів. Вайлд також підтримувала організацію 18in'08, яка заохочувала молодь брати участь у виборах. 
У червні 2015 року на одному з заходів в Нью-Йорку представила кандидатку від демократів на посаду президента Гілларі Клінтон.
Олівія відносила себе до пескетаріанців у 2011, водночас також зазначала, що є веганкою або вегетаріанкою,
Також відома як феміністка.

## Фільмографія
| Рік / роки | Назва проєкту                         | Роль                    |
| ---------- | ------------------------------------- | ----------------------- |
| 2022       | Вавилон                               | Іна Конрад              |
| 2022       | Не хвилюйся, люба                     | Мері                    |
| 2021       | Мисливці на привидів: З того світу    | Ґозер                   |
| 2019       | Балада про Річарда Джуелла            | журналістка             |
| 2018       | Життя, яке воно є                     | Еббі                    |
| 2016       | Вініл (телесеріал)                    | Девон Фінестра          |
| 2015       | Любіть Куперів                        | Елеанор                 |
| 2013       | Вона                                  | незнайомка              |
| 2013       | Гонка                                 | С'юзі Міллер            |
| 2012       | Чорний дрізд                          | Ліза                    |
|            | Ласкаво просимо до людей              | Ганна                   |
| 2011       | Час                                   | Рейчел Салас            |
|            | Хочу як ти                            | Сабріна                 |
|            | Ковбої проти прибульців               | Елла Свенсон            |
| 2010       | Трон: Спадок                          | Кворра                  |
|            | Три дні на втечу                      | Ніколь                  |
| 2009       | англ. In NorthWood                    | Міа                     |
|            | Початок часів                         | принцеса Інанна         |
|            | англ. Fix                             | Белл                    |
| 2007—2012  | «Доктор Хаус» (телесеріал)            | Ремі Гадлі (Тринадцята) |
| 2007       | «Брати Доннеллі» (телесеріал)         | Дженні Рейлі            |
|            | «Підстава»                            | Елізабет                |
| 2006       | «Туристи»                             | Бі                      |
|            | англ. Bickford Shmeckler's Cool Ideas | Систем Страда Каст      |
|            | англ. Camjackers                      | Сара Вітт               |
|            | «Альфа Дог»                           | Анжела Ґолден           |
|            | «Порочні зв'язки»                     | подружка нареченої      |
| 2004—2005  | «Чужа сім'я» (англ. The O.C.)         | Алекс Келлі             |
| 2004       | «Сусідка»                             | Келлі                   |
| 2003—2004  | англ. Skin (телесеріал)               | Джевел Ґолдман          |

## Відзнаки та нагороди
- У 2005 році  за рейтингом журналу «Maxim» на 61 місці
- У 2008 році  за рейтингом журналу «Maxim» на 97 місці
- У 2009 році за рейтингом журналу «Maxim» визнана найсексуальнішою у світі.
- Найсексуальніша знаменитість PETA-2010.[11]